# Роберт Грабарз
Роберт Грабарз  (англ. Robbie Grabarz, 3 жовтня 1987) — британський легкоатлет, стрибун у висоту, олімпійський медаліст, призер чемпіонату світу в закритих приміщеннях, чемпіон та медаліст чемпіонатів Європи, переможець Діамантової ліги 2012 року.
Його батько іммігрував до Великої Британії з Польщі.
Особистий рекорд: 2 м 37 см.

## Виступи на Олімпіадах
| Олімпіада   | Дисципліна       | Місце |
| ----------- | ---------------- | ----- |
| Лондон 2012 | стрибки у висоту | 3     |
| Ріо 2016    | стрибки у висоту | 4     |